# Міжпарламентський союз
Міжпарламентський союз (англ. Inter-Parliamentary Union, IPU) - міжнародна організація, створена в 1889 році Фредеріком Пассі (Франція) та Рандалом Крімером (Велика Британія). Це був перший постійний форум для політичних багатосторонніх переговорів. Спочатку організація складалася з окремих парламентарів, але з тих пір перетворилася на міжнародну організацію парламентів суверенних держав. Національні парламенти 180 країн є членами союзу разом з 15 регіональними парламентськими асамблеями, які є асоційованими членами . Союз має постійних спостерігачів в Генеральній Асамблеї ООН та загальний консультативний статус в Економічній і соціальній раді.Міжпарламентський союз був створений у Франції.
Україна стала членом IPU у липні 1999 року.

## Історія
Вісім провідних діячів з Міжпарламентського союзу отримали Нобелівську премію миру:
- 1901: Фредерік Пассі (Франція)
- 1902: Гоба Шарль Альбер (Швейцарія)
- 1903: Рандал Вільям Крімер (Велика Британія)
- 1908: Фредрик Байєр (Данія)
- 1909: Огюст Марі Франсуа Бернарт (Бельгія)
- 1913: Анрі Лафонтен (Бельгія)
- 1921: Крістіан Лоус Ланге (Норвегія)
- 1927: Фердінанд Едуард Бюіссон (Франція)

Початковою метою організації був арбітраж конфліктів. Союз зіграв важливу роль у створенні Постійної палати третейського суду в Гаазі. З часом, його основною місією стало сприяння демократії і міжпарламентського діалогу. Союз працював на створення установ на міжурядовому рівні, в тому числі Організації Об'єднаних Націй, організації, з якою він співпрацює в якій він має статус постійного спостерігача.
Численні органи висловили зацікавленість в можливості перетворення Міжпарламентського Союзу в Парламентську Асамблею ООН, серед них Комітет з демократії ООН, німецькийБундестаг та Соціалістичний інтернаціонал. Ліберальний інтернаціонал також притримується такої думки.
Штаб-квартира союзу була перенесена кілька разів з моменту її створення:
- 1892-1911: Берн, Швейцарія
- 1911-1914: Брюссель, Бельгія
- 1914-1920: Осло, Норвегія
- З 1921: Женева, Швейцарія

## Члени і організації

### Члени
- Міжнародні парламентські асамблеї можуть бути допущені Радою керуючих як асоційовані члени.
- Кожен парламент, утворений відповідно до законів суверенної держави, населення якого він представляє, і на території якого він функціонує може запросити членство в Міжпарламентському союзі. Рішення про прийняття до союзу повинне бути прийняте Радою керуючих.

Члени союзу зобов'язані передавати резолюції союзу в їхні парламенти, представляти їх своєму уряду, стимулювати їх реалізацію та інформувати секретаріат союзу часто та повно, наскільки це можливо, зокрема, у своїх щорічних доповідях, про зроблені кроки та отримані результати.

### Асоційовані члени
Учасниками парламентської асамблеї крім національних парламентів є:
- Андійський парламент (Andean Parliament)
- Центральноамериканський парламент (Central American Parliament, PARLACEN)
- Східноафриканська законодавча асамблея (East African Legislative Assembly, EALA)
- Європейський парламент (European Parliament, EP)
- Міжпарламентський комітет Західноафриканського економічного і валютного союзу (Inter-Parliamentary Committee of the West African Economic and Monetary Union, WAEMU)
- Латиноамериканський парламент (Latin American and Caribbean Parliament, PARLATINO)
- Парламент Економічного співтовариства західноафриканських держав (Parliament of the Economic Community of West African States, ECOWAS)
- Парламент економічного і валютного співтовариства Центральної Африки (Parliament of the Central African Economic and Monetary Community, CEMAC)
- Парламентська асамблея Ради Європи (Parliamentary Assembly of the Council of Europe, PACE)
- Арабський парламент (Arab Parliament)
- Міжпарламентська Асамблея держав – учасниць СНД (Interparliamentary Assembly of Member Nations of the Commonwealth of Independent States)
- Панафриканський парламент (Pan-African Parliament)
- Парламентська асамблея франкофонії (Parliamentary Assembly of La Francophonie, APF)
- Парламентська асамблея Чорноморського економічного співробітництва (Parliamentary Assembly of the Black Sea Economic Cooperation, PABSEC)
- Парламент МЕРКОСУР, PARLASUR (Parliament of MERCOSUR, PARLASUR)

### Органи

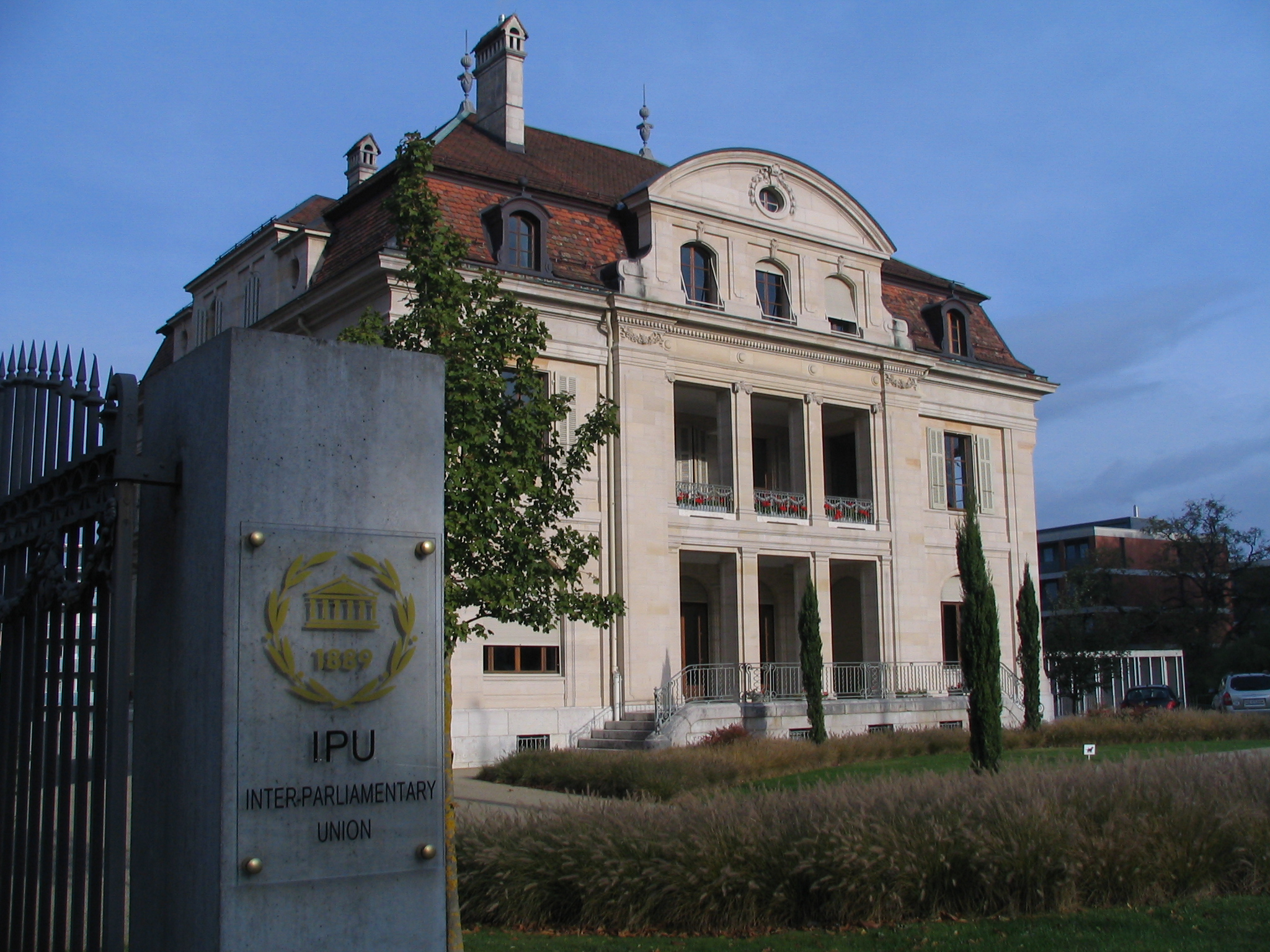
Headquarters of the IPU in Geneva (2010)

Органами Міжпарламентського союзу є:
- Асамблея - збирається двічі на рік. Асамблея складається з парламентаріїв, призначених як делегати від членів Союзу. Асамблея допомагає у своїй роботі комітетам, число яких і коло ведення визначаються Радою керуючих. Комітети, як правило, готують доповіді і проекти резолюцій для Асамблеї.
- Рада керуючих - зазвичай проводить дві сесії на рік. Рада керуючих складається з трьох представників від кожного члена союзу. Термін повноважень члена Ради керуючих триває від однієї асамблеї до наступної і всі члени Ради керуючих повинні бути членів асамблеї. Рада керуючих обирає Голову Міжпарламентського союзу на три роки. Вона обирає членів Виконавчого комітету та призначає Генерального секретаря Союзу.
- Виконавчий комітет - складається з Президента Міжпарламентського союзу, п'ятнадцяти членів, які належать до різних парламентів (обираються Радою керуючих; не менше дванадцяти обирається з числа членів Ради керуючих) та Президента координаційного комітету асоціації жінок-парламентарів. Тільки парламентарі з держав, де жінки мають як право голосу і право на участь у виборах, можуть потрапити до Виконавчого комітету. Виконавчий комітет є адміністративним органом Міжпарламентського союзу.
- Секретаріат - включає сукупність співробітників організації під керівництвом Генерального секретаря Союзу.

Асоціація генеральних секретарів парламентів є консультативним органом Міжпарламентського союзу.

### Обрані на посади
- Президентом Міжпарламентського Союзу є Тулія Аксон (Ms. Hon. Dr. Tulia Ackson) (Танзанія), обрана на цей пост на три роки 27 жовтня 2023 на 147ій сесії Міжпарламентського союзу в Луанді (Ангола) [3].
- Генеральний секретар Союзу - Мартін Чунгонг (Martin Chungong) (Камерун).
- Президентом комітету з демократії та прав людини (Committee on Democracy and Human Rights) є Дж. Махмуд (Ms. J. Mahmood) (Мальдіви).

## Конференції
Асамблея Міжпарламентського союзу (раніше відома як Міжпарламентська конференція) є основним органом, який виражає погляди Міжпарламентського союзу з політичних питань.
| №   | Країна           | Місто                                    | Рік  |
| --- | ---------------- | ---------------------------------------- | ---- |
| 1   | Париж            | Франція                                  | 1889 |
| 2   | Лондон           | Велика Британія                          | 1890 |
| 3   | Рим              | Італія                                   | 1891 |
| 4   | Берн             | Швейцарія                                | 1892 |
| 5   | Гаага            | Нідерланди                               | 1894 |
| 6   | Брюссель         | Бельгія                                  | 1895 |
| 7   | Будапешт         | Австро-Угорщина                          | 1896 |
| 8   | Брюссель         | Бельгія                                  | 1897 |
| 9   | Христианія       | Сполучене королівство Швеції та Норвегії | 1899 |
| 10  | Париж            | Франція                                  | 1900 |
| 11  | Відень           | Австро-Угорщина                          | 1903 |
| 12  | Сент-Луїс        | США                                      | 1904 |
| 13  | Брюссель         | Бельгія                                  | 1905 |
| 14  | Лондон           | Велика Британія                          | 1906 |
| 15  | Берлін           | Німеччина                                | 1908 |
| 16  | Брюссель         | Бельгія                                  | 1910 |
| 17  | Женева           | Швейцарія                                | 1912 |
| 18  | Гаага            | Нідерланди                               | 1913 |
| 19  | Стокгольм        | Швеція                                   | 1921 |
| 20  | Відень           | Австрія                                  | 1922 |
| 21  | Копенгаген       | Данія                                    | 1923 |
| 22  | Берн             | Швейцарія                                | 1924 |
| 23  | Вашингтон Оттава | США Канада                               | 1925 |
| 24  | Париж            | Франція                                  | 1927 |
| 25  | Берлін           | Німеччина                                | 1928 |
| 26  | Лондон           | Велика Британія                          | 1930 |
| 27  | Бухарест         | Румунія                                  | 1931 |
| 28  | Женева           | Швейцарія                                | 1932 |
| 29  | Мадрид           | Іспанія                                  | 1933 |
| 30  | Стамбул          | Туреччина                                | 1934 |
| 31  | Брюссель         | Бельгія                                  | 1935 |
| 32  | Будапешт         | Угорщина                                 | 1936 |
| 33  | Париж            | Франція                                  | 1937 |
| 34  | Гаага            | Нідерланди                               | 1938 |
| 35  | Осло             | Норвегія                                 | 1939 |
| 36  | Каїр             | Єгипет                                   | 1947 |
| 37  | Рим              | Італія                                   | 1948 |
| 38  | Стокгольм        | Швеція                                   | 1949 |
| 39  | Дублін           | Ірландія                                 | 1950 |
| 40  | Стамбул          | Туреччина                                | 1951 |
| 41  | Берн             | Швейцарія                                | 1952 |
| 42  | Вашингтон        | США                                      | 1953 |
| 43  | Відень           | Австрія                                  | 1954 |
| 44  | Гельсінкі        | Фінляндія                                | 1955 |
| 45  | Бангкок          | Таїланд                                  | 1956 |
| 46  | Лондон           | Велика Британія                          | 1957 |
| 47  | Ріо-де-Жанейро   | Бразилія                                 | 1958 |
| 48  | Варшава          | Польща                                   | 1959 |
| 49  | Токіо            | Японія                                   | 1960 |
| 50  | Брюссель         | Бельгія                                  | 1961 |
| 51  | Бразиліа         | Бразилія                                 | 1962 |
| 52  | Белград          | Югославія                                | 1963 |
| 53  | Копенгаген       | Данія                                    | 1964 |
| 54  | Оттава           | Канада                                   | 1965 |
| 55  | Тегеран          | Іран                                     | 1966 |
| 56  | Ліма             | Перу                                     | 1968 |
| 57  | Нью-Делі         | Індія                                    | 1969 |
| 58  | Гаага            | Нідерланди                               | 1970 |
| 59  | Париж            | Франція                                  | 1971 |
| 60  | Рим              | Італія                                   | 1972 |
| 61  | Токіо            | Японія                                   | 1974 |
| 62  | Лондон           | Велика Британія                          | 1975 |
| 63  | Мадрид           | Іспанія                                  | 1976 |
| 64  | Софія            | Болгарія                                 | 1977 |
| 65  | Бонн             | ФРН                                      | 1978 |
| 66  | Каракас          | Венесуела                                | 1979 |
| 67  | Берлін           | НДР                                      | 1980 |
| 68  | Гавана           | Куба                                     | 1981 |
| 69  | Рим              | Італія                                   | 1982 |
| 70  | Сеул             | Південна Корея                           | 1983 |
| 71  | Женева           | Швейцарія                                | 1984 |
| 72  | Женева           | Швейцарія                                | 1984 |
| 73  | Ломе             | Того                                     | 1985 |
| 74  | Оттава           | Канада                                   | 1985 |
| 75  | Мехіко           | Мексика                                  | 1986 |
| 76  | Буенос-Айрес     | Аргентина                                | 1986 |
| 77  | Манагуа          | Нікарагуа                                | 1987 |
| 78  | Бангкок          | Таїланд                                  | 1987 |
| 79  | Гватемала        | Гватемала                                | 1988 |
| 80  | Софія            | Болгарія                                 | 1988 |
| 81  | Будапешт         | Угорщина                                 | 1989 |
| 82  | Лондон           | Велика Британія                          | 1989 |
| 83  | Нікосія          | Кіпр                                     | 1990 |
| 84  | Пунта-дель-Есте  | Уругвай                                  | 1990 |
| 85  | Пхеньян          | Північна Корея                           | 1991 |
| 86  | Сантьяго         | Чилі                                     | 1991 |
| 87  | Яунде            | Камерун                                  | 1992 |
| 88  | Стокгольм        | Швеція                                   | 1992 |
| 89  | Нью-Делі         | Індія                                    | 1993 |
| 90  | Канберра         | Австралія                                | 1993 |
| 91  | Париж            | Франція                                  | 1994 |
| 92  | Копенгаген       | Данія                                    | 1994 |
| 93  | Мадрид           | Іспанія                                  | 1995 |
| 94  | Бухарест         | Румунія                                  | 1995 |
| 95  | Стамбул          | Туреччина                                | 1996 |
| 96  | Пекін            | КНР                                      | 1996 |
| 97  | Сеул             | Південна Корея                           | 1997 |
| 98  | Каїр             | Єгипет                                   | 1997 |
| 99  | Віндгук          | Намібія                                  | 1998 |
| 100 | Москва           | Росія                                    | 1998 |
| 101 | Брюссель         | Бельгія                                  | 1999 |
| 102 | Берлін           | Німеччина                                | 1999 |
| 103 | Амман            | Йорданія                                 | 2000 |
| 104 | Джакарта         | Індонезія                                | 2000 |
| 105 | Гавана           | Куба                                     | 2001 |
| 106 | Уагадугу         | Буркіна-Фасо                             | 2001 |
| 107 | Марракеш         | Марокко                                  | 2002 |
| 108 | Сантьяго         | Чилі                                     | 2003 |
| 109 | Женева           | Швейцарія                                | 2003 |
| 110 | Мехіко           | Мексика                                  | 2004 |
| 111 | Женева           | Швейцарія                                | 2004 |
| 112 | Маніла           | Філіппіни                                | 2005 |
| 113 | Женева           | Швейцарія                                | 2005 |
| 114 | Найробі          | Кенія                                    | 2006 |
| 115 | Женева           | Швейцарія                                | 2006 |
| 116 | Нуса-Дуа, Балі   | Індонезія                                | 2007 |
| 117 | Женева           | Швейцарія                                | 2007 |
| 118 | Кейптаун         | Південно-Африканська Республіка          | 2008 |
| 119 | Женева           | Швейцарія                                | 2008 |
| 120 | Аддис-Абеба      | Ефіопія                                  | 2009 |
| 121 | Женева           | Швейцарія                                | 2009 |
| 122 | Бангкок          | Таїланд                                  | 2010 |
| 123 | Женева           | Швейцарія                                | 2010 |
| 124 | Панама           | Панама                                   | 2011 |
| 125 | Берн             | Швейцарія                                | 2011 |
| 126 | Кампала          | Уганда                                   | 2012 |
| 127 | Квебек           | Канада                                   | 2012 |
| 128 | Кіто             | Еквадор                                  | 2013 |
| 129 | Женева           | Швейцарія                                | 2013 |
| 130 | Женева           | Швейцарія                                | 2014 |
| 131 | Женева           | Швейцарія                                | 2014 |
| 132 | Ханой            | В'єтнам                                  | 2015 |
| 133 | Женева           | Швейцарія                                | 2015 |
| 134 | Лусака           | Замбія                                   | 2016 |
| 135 | Женева           | Швейцарія                                | 2016 |
| 136 | Дакка            | Бангладеш                                | 2017 |
| 137 | Санкт-Петербург  | Росія                                    | 2017 |
| 138 | Женева           | Швейцарія                                | 2018 |

## Поправки до Статуту
Будь-яка пропозиція про внесення поправок до Статуту повинна бути представлена письмово до Секретаріату Союзу, принаймні за три місяці до засідання Асамблеї. Секретаріат негайно повідомляє про всі такі пропозиції членів Союзу. Розгляд таких запропонованих поправок автоматично включений до порядку денного Асамблеї.
Вислухавши думку Ради керуючих, виражену простою більшістю голосів, асамблея приймає рішення про такі пропозицій у дві третини голосів.

## Документи Міжпарламентського союзу
- Резолюція «Демократія в епоху цифрових технологій і загроза недоторканності приватного життя та індивідуальних свобод» (133-й Асамблея Міжпарламентського союзу, Женева, 21 жовтня 2015);
- Резолюція "Забезпечення та застосування практики належного управління як засіб просування миру і безпеки: вивчення уроків нещодавніх подій на Близькому Сході та у Північній Африці" (126-а Асамблея Міжпарламентського союзу, м.Кампала, 5 квітня 2012 року);
- Резолюція "Розподіл матеріальних благ і владних повноважень: право власності міжнародного порядку денного" (126-а Асамблея Міжпарламентського союзу, м.Кампала, 5 квітня 2012 року);
- Резолюція "Доступ до охорони здоров’я як першочергове право: роль парламентів у вирішенні ключових питань щодо забезпечення здоров’я жінок та дітей" (126-а Асамблея Міжпарламентського союзу, м.Кампала, 5 квітня 2012 року);
- Квебекська декларація «Громадянство, особистість та мовне й культурне розмаїття в глобалізованому світі» (127-а Асамблея Міжпарламентського союзу та пов’язані з нею засідання, м. Квебек, 21-26 жовтня 2012 року).

## Міжпарламентський союз та ООН
Міжпарламентський сою відзначав 50-річчя ООН шляхом проведення спеціальної сесії в Залі Генеральної Асамблеї до початку сесії, де вони запланували тіснішу співпрацю з Організацією Об'єднаних Націй. Резолюція Генеральної Асамблеї ООН, яка була прийнята в ході цієї сесії попросила Генерального секретаря дати цьому хід. Міжпарламентський союз та Генеральний секретар ООН підписали 24 липня 1996 угоду, згодом ратифіковану резолюцією Генеральної Асамблеї ООН, де Організація Об'єднаних Націй визнає Міжпарламентський союз як всесвітню організацію парламентів. Відповідно до цієї резолюції, Генеральний секретар представив доповідь. Цей звіт детально описував заходи, які були прийняті, в тому числі відкриття відділення зв'язку в Нью-Йорку, а також співробітництво з таких питань, як забезпечення представницької демократії. Генеральна Асамблея прийняла резолюцію, в якій просто заявила, що вона "сподівається на подальшу тісну співпрацю"
В 1999 Генеральна Асамблея прийняла декларацію «Парламентське бачення міжнародного співробітництва на зорі третього тисячоліття" і закликала Генерального секретаря вивчити нові шляхи, в якому відносини могли б бути посилені.
19 листопада 2002 Міжпарламентському союзу було надано статус спостерігача в Генеральній Асамблеї.
У резолюції 59/19, Про співпрацю між Організацією Об'єднаних Націй та Міжпарламентським союзом, Генеральна Асамблея ООН приймає до уваги рекомендації щодо більш систематичного залучення парламентаріїв у роботу ООН.
У підсумковій декларації другої Всесвітньої конференції спікерів парламентів, що відбулася в штаб-квартирі ООН в вересні 2005 року, була озаглавленао Подолання дефіциту демократії в міжнародних відносинах: підвищення ролі парламенту
У резолюції, прийнятій Генеральною Асамблеєю ООН, 61/6, Про співпрацю між Організацією Об'єднаних Націй та Міжпарламентським союзою від 27 листопада 2006, вона закликає до подальшого розвитку річних парламентських слуханнях в ООН та інші спеціалізовані парламентські зустрічі в контексті великих нарад ООН.
Щороку під час осінньої сесії Генеральної Асамблеї, Міжпарламентський союз організовує парламентські слухання .
ООН та Міжпарламентський союз тісно співпрацюють в різних областях:мир і безпека, економічний і соціальний розвиток, міжнародне право, права людини, демократія і гендерні питання, але Міжпарламентський союз не отримав статус допоміжного органу Генеральної Асамблеї ООН.